# 1033
1033 је била проста година.

## Догађаји
- Википедија:Непознат датум — Владавина арапске династије Абадида у Севиљи у данашњој Шпанији (од 1023. до 1091).

- 2. фебруар – Цар Конрад II (Старији) одржава скупштину у опатији Пајерн и крунисан је за краља Бургундије. Он полаже право на власт над Краљевством Бургундије које је укључено у Свето римско царство.
- Уговор из Мерзебурга: Конрад II присуствује сабору у Мерзебургу и потписује споразум са краљем Мјешком II. Он дели Пољску на три дела, а Мјешко је именован за врховног владара, у замену за Конрадову подршку.
- Паника се шири Европом да је крај човечанства близу, на 1000-годишњицу распећа Христовог, због необично суровог пролећног времена. Књига Откровења (Поглавље 20) предвиђа крај човечанства након периода од 1000 година након другог повратка Исуса Христа.
- 5. децембар – Велики земљотрес у долини реке Јордан разара више градова широм Палестине, усмртивши много људи и изазвавши цунами.